# Життя євреїв у Палестині
«Життя євреїв у Палестині» —  художній німий фільм 1913 року, знятий в Палестині кінематографістами одеської кіностудії «Мірограф» Мироном Гросманом та Ноєм Соколовським.
Фільм складався переважно з панорам Єрусалиму, Тель-Авіву та зображень природи. Прем'єра фільму відбулась на 11-му Сіоністському конгресі в Базелі, де попри схвальну реакцію більшості делегатів, він був розкритикованим лівою фракцією за ігнорування присутності місцевого арабського населення.
В 1997 році плівку з фільмом було виявлено в Французькій синематеці — її було оцифровано, озвучено та в 2011 році показано в Нью-Йорку.